# Блуменфельдт, Элиза Хансовна
Элиза Хансовна Блуменфельдт (Elise Blumenfeldt) (24.09.1898-02.08.1982) — доярка опытной станции Пиистаоя Института животноводства и ветеринарии Академии наук Эстонской ССР, Пярнуский район, Герой Социалистического Труда (16.08.1950).
Родилась 24 сентября 1898 года в деревне Аэсоо Гапсальского уезда Лифляндской губернии. Эстонка.
В 1911 году окончила начальную школу в селе Каансоо. Работала в хозяйстве родителей, затем батрачкой в волости Васталемма Вильяндиского уезда.
С 1930 года жила на хуторе Пиистаоя волости Тори Пярнуского уезда, где эстонские селекционеры занимались выведением новых пород молочного скота.
В 1944 г. после освобождения Эстонии от немецкой оккупации — доярка-скотница созданной в Пиистаоя опытной станции Института животноводства и ветеринарии Академии наук Эстонской ССР (позднее называлась — Вяндраская опытная станция по разведению коров Эстонского НИИ животноводства и ветеринарии).
Под руководством учёных за короткое время добилась выдающихся успехов. Применила индивидуальное трёхразовое кормление коров, четырёхкратное доение и обеспечила образцовый уход за животными. Это позволило ей в 1949 году от каждой из десяти закрепленных за ней коров надоить в среднем по 6390 кг молока средней жирностью 3,95 процента.
Указом Президиума Верховного Совета от 16 августа 1950 года за достижение высоких показателей в животноводстве в 1949 году при выполнении опытной станцией плана сдачи государству сельскохозяйственных продуктов и плана прироста поголовья по каждому виду продуктивного скота присвоено звание Героя Социалистического Труда с вручением ордена Ленина и золотой медали «Серп и Молот».
В 1954 и 1955 годах принимала участие во Всесоюзной сельскохозяйственной выставке (ВСХВ).
С 1956 года на пенсии. Жила на хуторе Пиистаоя. Умерла 2 августа 1982 года. Похоронена на кладбище Саарде в городе Килинги-Нымме (уезд Пярнумаа, Эстония).